# قائمة البعثات الدبلوماسية في ساموا

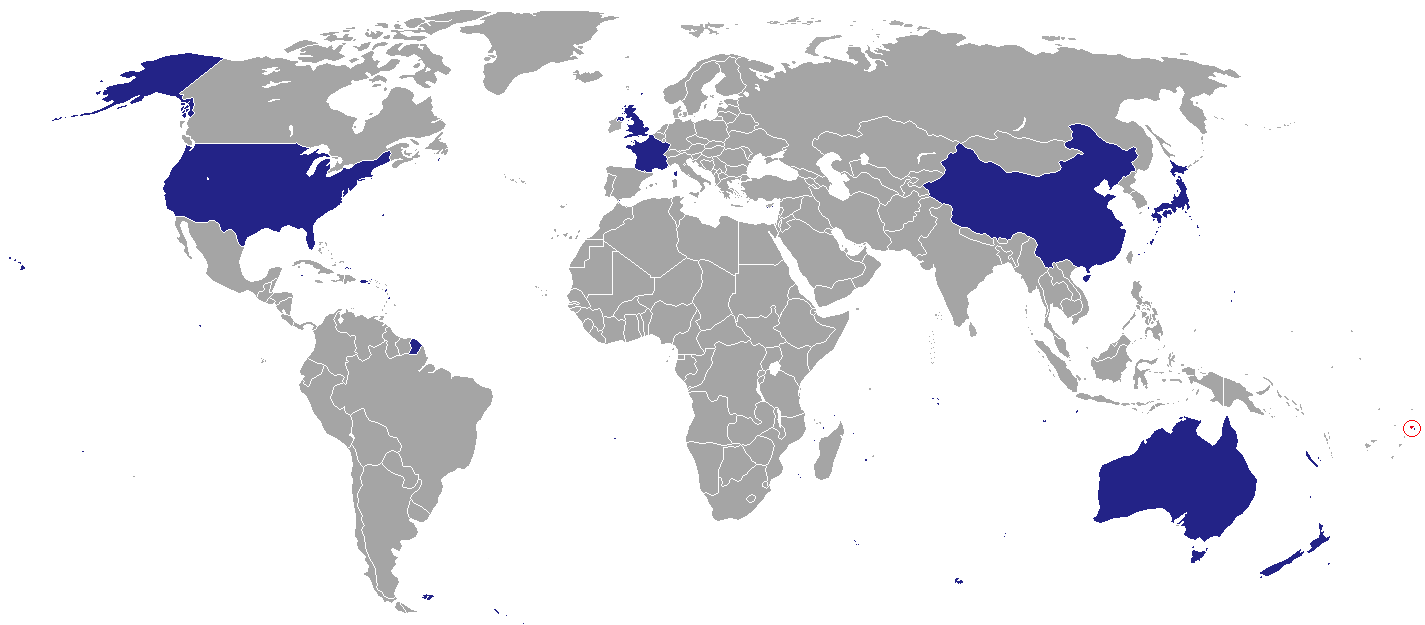
البعثات الدبلوماسية في ساموا.

هذه قائمة البعثات الدبلوماسية في ساموا. يوجد حاليًا 6 بعثات دبلوماسية في أبيا (لا تشمل القنصليات الفخرية).

## السفارات / المفوضيات العليا فيأبيا
| - أستراليا - الصين - اليابان - نيوزيلندا - المملكة المتحدة - الولايات المتحدة |

## سفارات غير مقيمة / مفوضيات عليا
بعثات مقيمة في ويلينغتون في نيوزيلندا ، ما لم يذكر خلاف ذلك.
- الأرجنتين[7]
- النمسا (كانبيرا)
- البرازيل
- تشيلي
- الدنمارك (كانبيرا)
- غانا (كانبيرا)[8]
- جورجيا (كانبيرا)
- إندونيسيا [9]
- أيرلندا[10]
- إسرائيل
- ليسوتو (طوكيو)
- مالاوي (طوكيو)
- ماليزيا[11]
- المكسيك [12]
- الفلبين
- روسيا
- صربيا (كانبيرا)
- كوريا الجنوبية
- إسبانيا
- سويسرا [13]
- تركيا [14]
- فيتنام

## البعثات غير المقيمة
| - الاتحاد الأوروبي (سوفا) |

## روابط خارجية
- Resident missions